# Winne Hung
Winne Hung Wing-yan (kinesiska: 洪詠甄), född 10 april 1999, är en hongkongsk roddare.
Vid olympiska sommarspelen 2020 i Tokyo slutade Hung på femte plats i D-finalen i singelsculler, vilket var totalt 23:e plats i tävlingen.